# Jesús Valenzuela
Jesús Noel Valenzuela Sáez (Acarigua, 24 november 1983) is een Venezolaans voetbalscheidsrechter. Hij is in dienst van FIFA en CONMEBOL sinds 2015. Ook leidt hij sinds 2011 wedstrijden in de Primera División.
Op 14 augustus 2011 leidde Valenzuela zijn eerste wedstrijd in de Venezolaanse nationale competitie. Tijdens het duel tussen Deportivo Táchira en Deportivo Lara (1–1) trok de leidsman zevenmaal de gele kaart. In continentaal verband debuteerde hij op 4 februari 2015 tijdens een wedstrijd tussen Monarcas Morelia en The Strongest in de eerste ronde van de Copa Libertadores; het eindigde in 1–1 en de Argentijnse scheidsrechter gaf vijf gele kaarten. Zijn eerste interland floot hij op 30 maart 2016, toen Argentinië met 2–0 won van Bolivia in een kwalificatiewedstrijd voor het WK 2018 door doelpunten van Gabriel Mercado en Lionel Messi. Tijdens dit duel gaf Valenzuela twee gele kaarten.
In mei 2022 werd hij gekozen als een van de scheidsrechters die actief zouden zijn op het WK 2022 in Qatar.

## Interlands
| Datum            | Plaats                          | Wedstrijd                   | Uitslag            | Competitie           | Kreeg geel | Kreeg voor de tweede keer geel en dus rood | Weggestuurd |
| ---------------- | ------------------------------- | --------------------------- | ------------------ | -------------------- | ---------- | ------------------------------------------ | ----------- |
| 30 maart 2016    | Córdoba, Argentinië             | Argentinië – Bolivia        | 2 – 0              | WK 2018 kwalificatie | 2          | 0                                          | 0           |
| 5 september 2017 | Barranquilla, Colombia          | Colombia – Brazilië         | 1 – 1              | WK 2018 kwalificatie | 2          | 0                                          | 0           |
| 25 juni 2019     | Belo Horizonte, Brazilië        | Ecuador – Japan             | 1 – 1              | Copa América 2019    | 4          | 0                                          | 0           |
| 17 november 2020 | Quito, Ecuador                  | Ecuador – Colombia          | 6 – 1              | WK 2022 kwalificatie | 8          | 0                                          | 1           |
| 4 juni 2021      | Santiago del Estero, Argentinië | Argentinië – Chili          | 1 – 1              | WK 2022 kwalificatie | 4          | 0                                          | 0           |
| 22 juni 2021     | Brasília, Brazilië              | Argentinië – Paraguay       | 1 – 0              | Copa América 2021    | 3          | 0                                          | 0           |
| 7 juli 2021      | Brasília, Brazilië              | Argentinië – Colombia       | 1 – 1 (3 – 2 n.s.) | Copa América 2021    | 10         | 0                                          | 0           |
| 8 oktober 2021   | Montevideo, Uruguay             | Uruguay – Colombia          | 0 – 0              | WK 2022 kwalificatie | 4          | 0                                          | 0           |
| 28 januari 2022  | Barranquilla, Colombia          | Colombia – Peru             | 0 – 1              | WK 2022 kwalificatie | 4          | 0                                          | 0           |
| 25 maart 2022    | Asunción, Paraguay              | Paraguay – Ecuador          | 3 – 1              | WK 2022 kwalificatie | 6          | 1                                          | 0           |
| 25 november 2022 | Al Khawr, Qatar                 | Engeland – Verenigde Staten | 0 – 0              | WK 2022              | 0          | 0                                          | 0           |
| 4 december 2022  | Doha, Qatar                     | Frankrijk – Polen           | 3 – 1              | WK 2022              | 3          | 0                                          | 0           |

Laatst bijgewerkt op 7 december 2022.